# فرانشيسكا فوكس
فرانشيسكا فوكس (بالإنجليزية: Francesca Fox) هي لاعبة جمباز إيقاعي بريطانية، ولدت في 13 يونيو 1992.

## وصلات خارجية
- فرانشيسكا فوكس على موقع الاتحاد الدولي للجمباز (biography) (الإنجليزية)
- فرانشيسكا فوكس على موقع أوليمبيديا (الإنجليزية)
- فرانشيسكا فوكس على موقع اللجنة الأولمبية البريطانية (الإنجليزية)
- فرانشيسكا فوكس على موقع اتحاد ألعاب الكومنولث (مؤرشف) (الإنجليزية)